# Basil Benzin
Basil Benzin (también escrito Basil Bensin; en ruso: Василий Митрофанович Бензин, Vasili Mitrofánovich Benzin) (1881-1973) fue un agrónomo, botánico, fitomejorador, historiador de la iglesia, y explorador ruso. Colaboró en la revista "Journal Ortodoxa Rusa".
Nacido en el seno de una familia de un sacerdote ortodoxo. Se graduó en el seminario Simferopol, en 1905 de la Academia Teológica de Moscú.
En 1912, obtiene un M.Sc. en Ciencias Agrícolas, por la Universidad de Minnesota, y regresa a Rusia, incorporándose al Departamento de Agricultura en San Petersburgo como especialista en cultivos. Fue enviado a una expedición al Asia Central árido a buscar centenos resistente a la sequía. Entre 1921 a 1930, pasa a Checoslovaquia realizando un posgrado en la Universidad Técnica Checa, y el doctorado, defendiendo la tesis: "Estudio Agroecológico del sistema radicular del maíz." En 1930, se instala en EE. UU. hasta su muerte.
Sus discursos y escritos, datos biográficos y fotografías, relacionadas con la agricultura, especialmente en los climas del norte, y de asuntos de emigrados rusos, se resguardan en el Instituto Hoover sobre Guerra, Revolución y Paz, de Stanford (California).

## Algunas publicaciones
- 1913. Izuchenie zasukhoustoichivykh ras sel'sko-khoziaistvennykh rastenii

- 1923. Sel'skoe khoziaistvo i kooperatsiia v S.-Amerikie

- 1924. Shkola i sel'skoe khoziaistvo

- La abreviatura «Bensin» se emplea para indicar a Basil Benzin como autoridad en la descripción y clasificación científica de los vegetales.[6]